# Rantumbecken

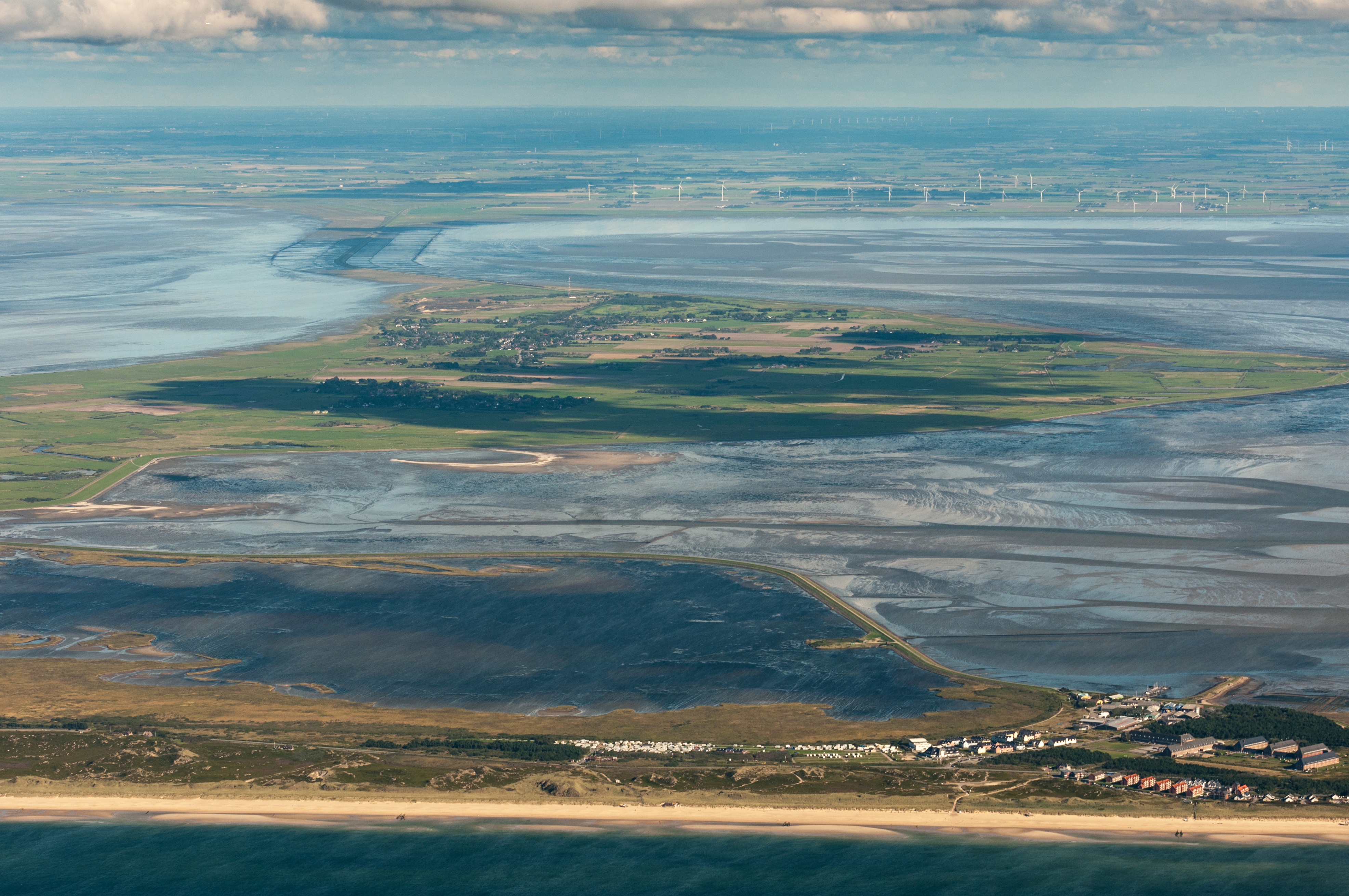

Rantumbecken är en bräckvattensjö sydost om orten Westerland på den tyska ön Sylt. 
Den 568 hektar stora sjön skapades mellan 1936 och 1937 som landningsplats för militära sjöflygplan genom invallning av en del av Vadehavet. Den omgavs av en fem kilometer lång vall och två pumpstationer höll vattennivån konstant. Flygplatsen blev dock snart omodern och övergavs efter Tysklands invasion av Danmark 1940.
Efter andra världskriget fanns det planer på att omvandla området till odlingsmark, men istället leddes avloppsvattnet från Westerland ut i sjön. Området sanerades år 1962 och omvandlades till fågelskyddsområde. 
Det är delvis igenväxt och är häcknings- och rastplats för mer än 30 sjöfågelarter. På våren besöks sjön av tusentals  kärr- och kustsnäppor och på öarna i sydost häckar tärnor och skärfläckor. En öppning i vallen säkerställer att mindre mängder havsvatten kommer in i sjön. 
Fågellivet kan studeras från den nio   kilometer långa stigen runt sjön.